# Lavilletertre
Lavilletertre est une commune française située dans le département de l'Oise, en région Hauts-de-France.

## Géographie

### Localisation

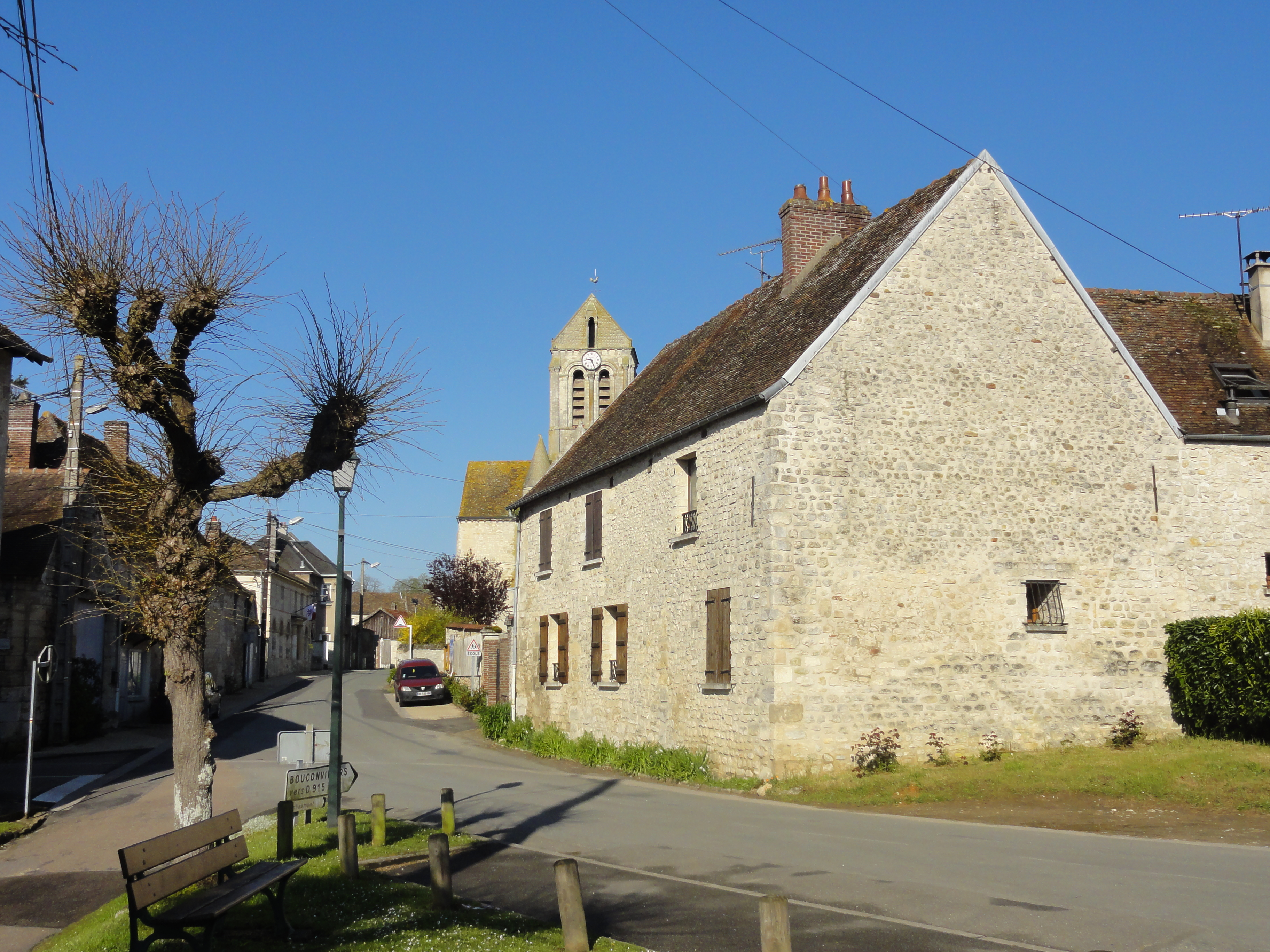
Le centre du village.

Lavilletertre est une commune du Vexin français traversée par la Viosne qui prend sa source non loin de là, et alimente un premier étang en contrebas du tertre.
Le village est situé à dix-huit kilomètres de Gisors, à neuf kilomètres de Marines, à dix kilomètres de Chaumont-en-Vexin et à treize kilomètres de Magny-en-Vexin.
La commune se trouve dans l'aire d'attraction de Paris, dans la zone d'emploi de Beauvais et dans le bassin de vie de Marines.

### Communes limitrophes
Les communes limitrophes sont Bouconvillers, Chavençon, Liancourt-Saint-Pierre, Lierville, Monneville, Tourly, Chars et Neuilly-en-Vexin.
| Liancourt-Saint-Pierre | Tourly             | Monneville                    |
| Lierville              | Lavilletertre      | Chavençon                     |
| Bouconvillers          | Chars (Val-d'Oise) | Neuilly-en-Vexin (Val-d'Oise) |

### Géologie et relief
La superficie de la commune est de 16,22 km2 ; son altitude varie de 62  à   133 mètres.
Jean-Baptiste Frion indiquait, en 1859, que son  « territoire, fort étendu et généralement plat vers l'est, est traversé dans la région sud par deux vallons profonds qui encaissent, l'un le cours d'eau de la Vione dont l'origine est à la limite occidentale, et l'autre le rû de Saint-Cyr.
Son périmètre affecte une figure elliptique, dont la plus grande dimension est du nord au sud ; une légère saillie à l'ouest est coupée par la route impériale n° 15, de Paris à Dieppe ».

### Hydrographie

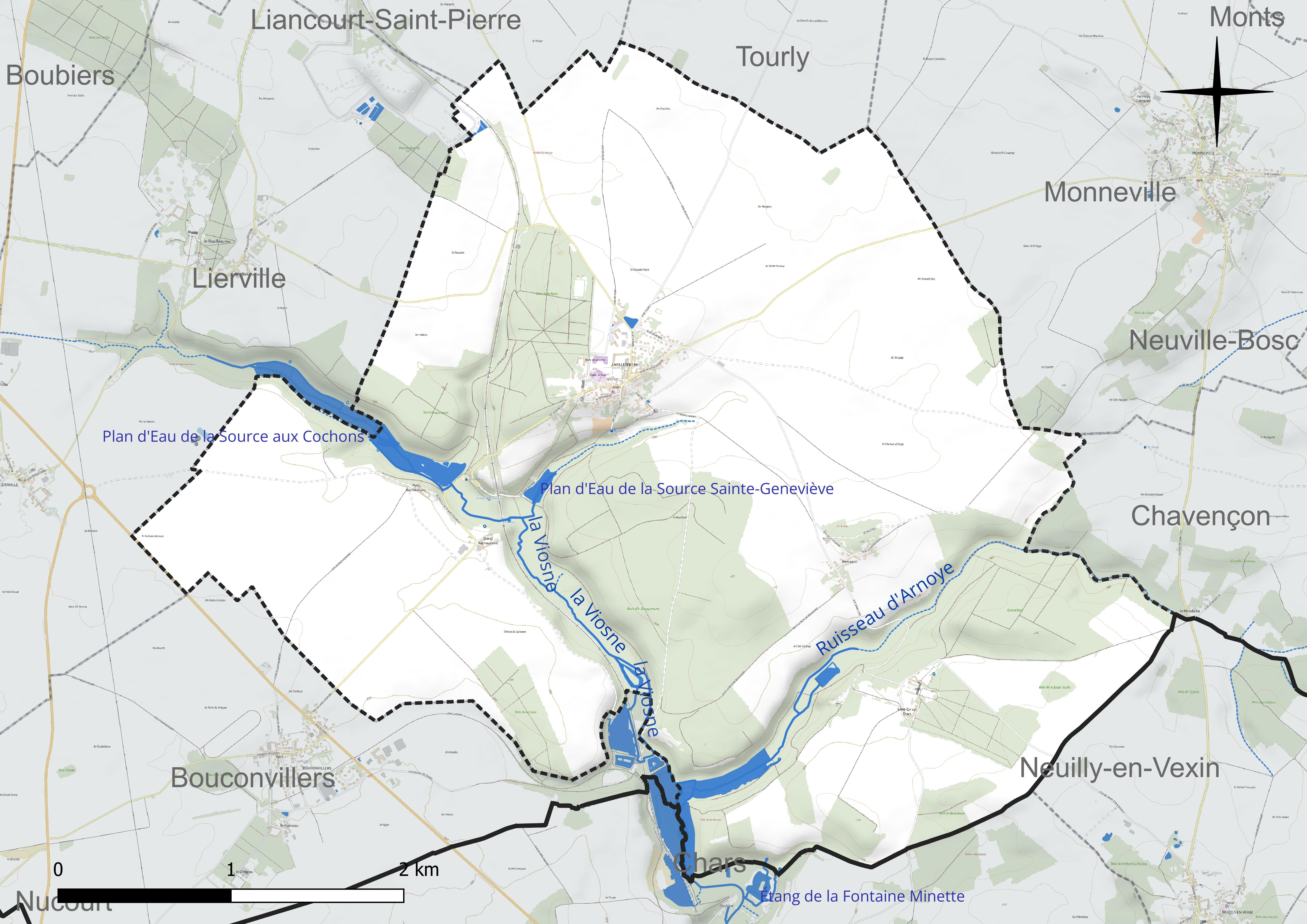
Réseau hydrographique de Lavilletertre.

La commune est située dans le bassin Seine-Normandie.
Elle est drainée par la Viosne, le ruisseau d'Arnoye et le cours d'eau 01 de la Source Sainte-Geneviève,,.
Le Viosne, d'une longueur de 29 km, prend sa source dans la commune de Lierville et se jette  dans l'Oise à Pontoise, après avoir traversé 14 communes.
Deux plans d'eau complètent le réseau hydrographique,, : 

-  le plan d'eau de la Source aux Cochons, d'une superficie totale de 12,7 ha (6,1 ha sur la commune), où l'on trouve brochets, perches, truites, rotangles, carpes..., peuplé de gardons, tanches, carpes…

-  le plan d'eau de la Source Sainte-Geneviève (1,5 ha).
L'AAPPMA « la Mouchetée des Sources » assure la gestion de la pêche et l’entretien des 2 étangs et de la rivière Viosne sur le territoire de Lavilletertre.

### Climat
Pour des articles plus généraux, voir Climat des Hauts-de-France et Climat de l'Oise.
En 2010, le climat de la commune est de type climat océanique dégradé des plaines du Centre et du Nord, selon une étude du CNRS s'appuyant sur une série de données couvrant la période 1971-2000. En 2020, Météo-France publie une typologie des climats de la France métropolitaine dans laquelle la commune est exposée à un climat océanique et est dans la région climatique Sud-ouest du bassin Parisien, caractérisée par une faible pluviométrie, notamment au printemps (120 à 150 mm) et un hiver froid (3,5 °C).
Pour la période 1971-2000, la température annuelle moyenne est de 10,7 °C, avec une amplitude thermique annuelle de 14,6 °C. Le cumul annuel moyen de précipitations est de 713 mm, avec 11,7 jours de précipitations en janvier et 8,2 jours en juillet. Pour la période 1991-2020, la température moyenne annuelle observée sur la station météorologique la plus proche, située sur la commune de Jaméricourt à 13 km à vol d'oiseau, est de 11,0 °C et le cumul annuel moyen de précipitations est de 695,7 mm,. Pour l'avenir, les paramètres climatiques de la commune estimés pour 2050 selon différents scénarios d'émission de gaz à effet de serre sont consultables sur un site dédié publié par Météo-France en novembre 2022.

### Milieux naturels et biodiversité
Le grand étang, ou plan d'eau de la Source aux Cochons, est classé « d’intérêt régional ». Espace naturel, il possède une faune et une flore exceptionnelle ainsi qu’une grande diversité paysagère.

## Urbanisme

### Typologie
Au 1er janvier 2024, Lavilletertre est catégorisée commune rurale à habitat dispersé, selon la nouvelle grille communale de densité à sept niveaux définie par l'Insee en 2022.
Elle est située hors unité urbaine. Par ailleurs la commune fait partie de l'aire d'attraction de Paris, dont elle est une commune de la couronne,.

### Occupation des sols

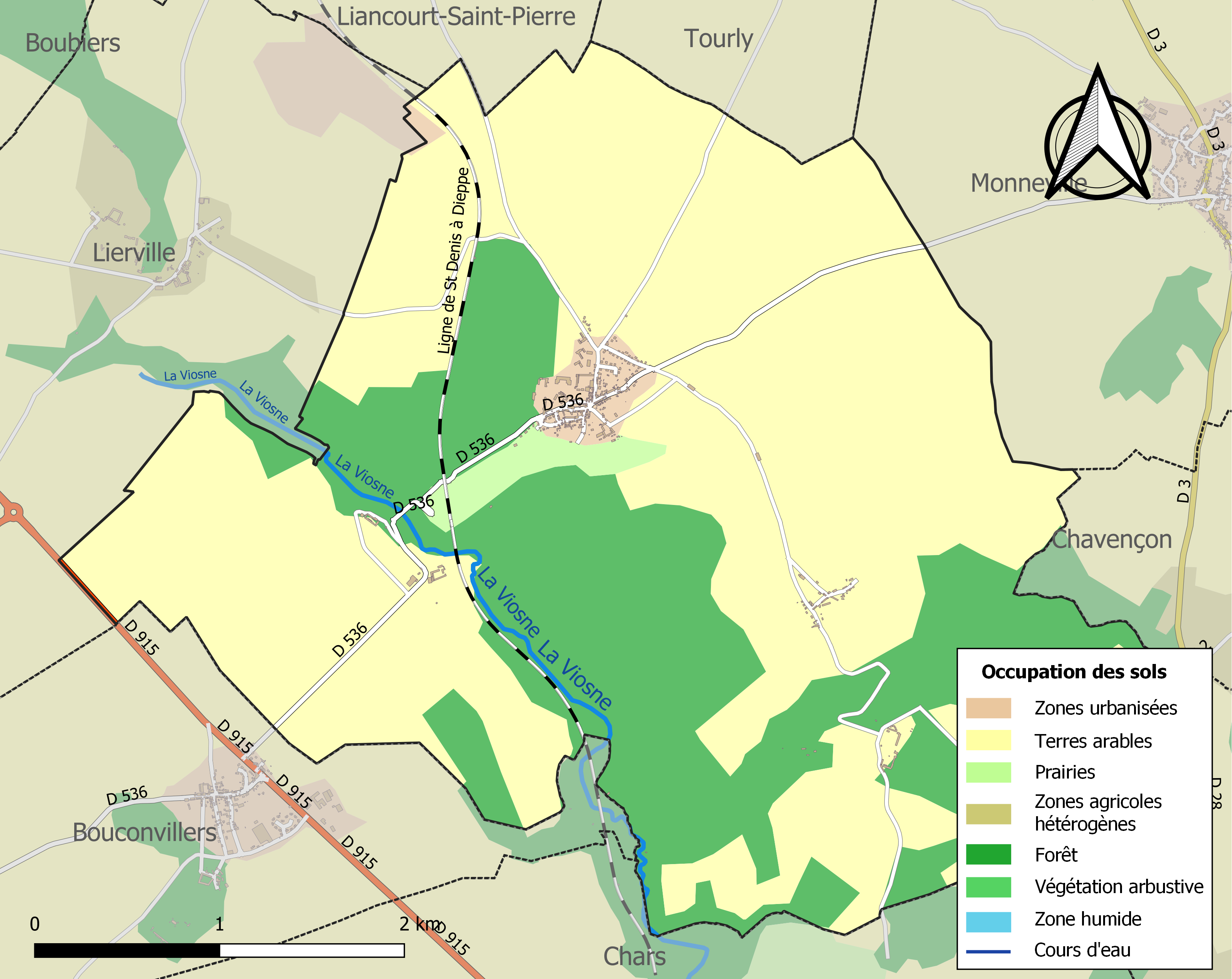
Carte des infrastructures et de l'occupation des sols de la commune en 2018 (CLC).

L'occupation des sols de la commune, telle qu'elle ressort de la base de données européenne d'occupation biophysique des sols Corine Land Cover (CLC), est marquée par l'importance des territoires agricoles (66,9 % en 2018), en diminution par rapport à 1990 (69,1 %).
La répartition détaillée en 2018 est la suivante :  terres arables (65,4 %), forêts (31,4 %), zones urbanisées (1,6 %), prairies (1,5 %), mines, décharges et chantiers (0,1 %).
L'évolution de l'occupation des sols de la commune et de ses infrastructures peut être observée sur les différentes représentations cartographiques du territoire : la carte de Cassini (XVIIIe siècle), la carte d'état-major (1820-1866) et les cartes ou photos aériennes de l'IGN pour la période actuelle (1950 à aujourd'hui).

### Morphologie urbaine
En 1959, le village était « en partie entouré de .bois  [...]  composé de huit rues, dont trois petites parallèles, dans la direction de l'est à l'ouest,
trois se dirigeant vers le sud-est, le nord-ouest et le nord, et deux orientées au sud et- au sud-ouest. Plusieurs de ces rues sont pavées ».

### Lieux-dits, hameaux et écarts
Lavilletertre compte un hameau, Romesnil.

### Habitat et logement
En 2021, le nombre total de logements dans la commune était de 273, alors qu'il était de 250 en 2016 et de 205 en 2011.
Parmi ces logements, 86,3 % étaient des résidences principales, 6,9 % des résidences secondaires et 6,9 % des logements vacants. Ces logements étaient pour 75,1 % d'entre eux des maisons individuelles et pour 16,1 % des appartements.
Le tableau ci-dessous présente la typologie des logements à Lavilletertre en 2021 en comparaison avec celle de l'Oise et de la France entière. Une caractéristique marquante du parc de logements est ainsi une proportion de résidences secondaires et logements occasionnels (6,9 %) supérieure à celle du département (2,4 %) mais inférieure à celle de la France entière (9,7 %).
| Typologie                                               | Lavilletertre | Oise | France entière |
| ------------------------------------------------------- | ------------- | ---- | -------------- |
| Résidences principales (en %)                           | 86,3          | 90,5 | 82,2           |
| Résidences secondaires et logements occasionnels (en %) | 6,9           | 2,4  | 9,7            |
| Logements vacants (en %)                                | 6,9           | 7    | 8,1            |

### Voies de communication et transports

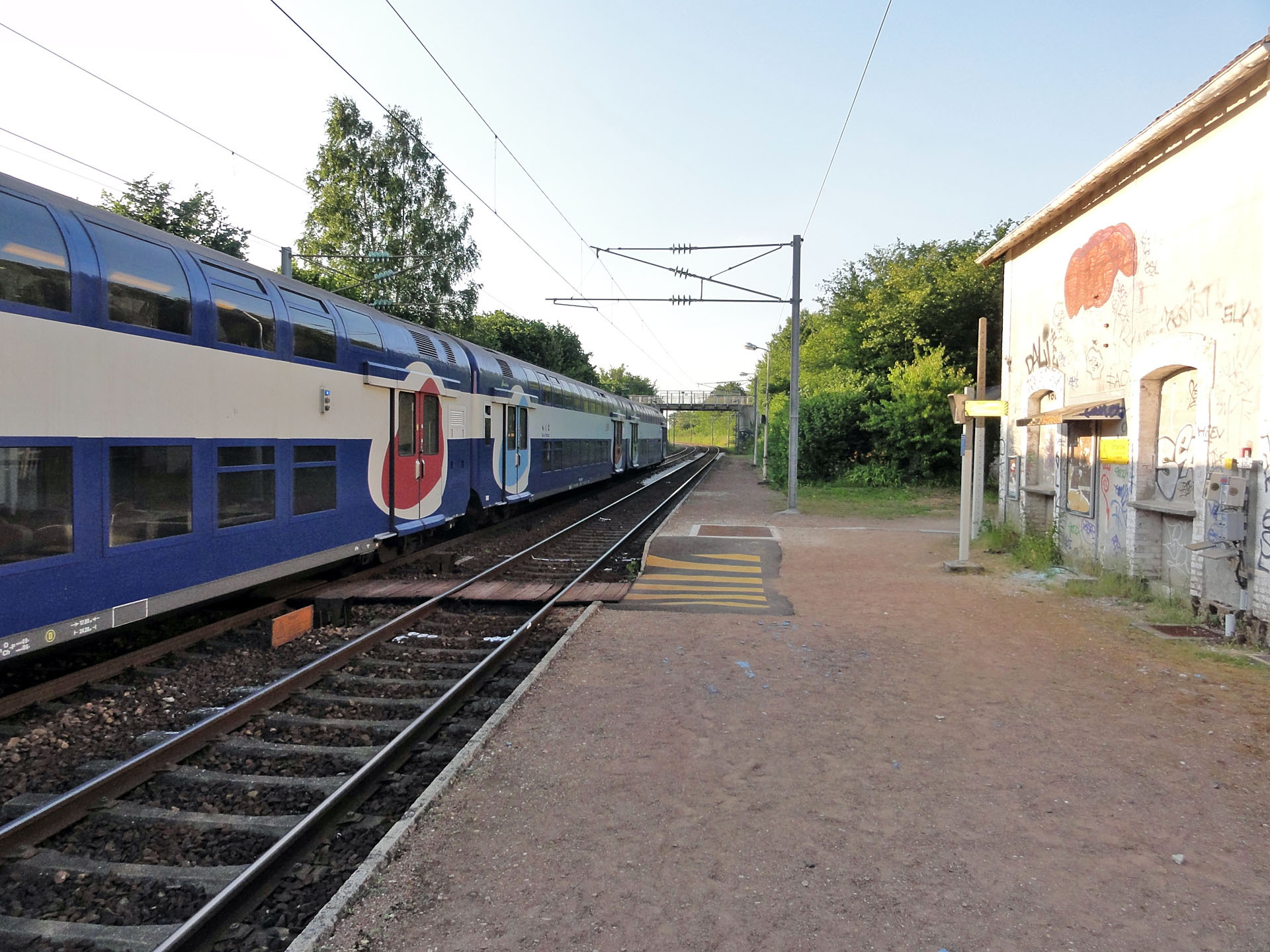
Train en gare.

Lavilletertre est tangentée par l'ancienne Route nationale 15 (France) (actuelle RD 915) qui lui donne un accès aisé vers Gisors et la Normandie, Cergy-Pontoise et Paris.
La gare de Lavilletertre est desservie par des trains de la ligne J du Transilien effectuant des missions entre les gares de Paris-Saint-Lazare et de Gisors.
La commune est desservie, en 2023, par les lignes 6106 et 6136 du réseau interurbain de l'Oise.
Lavilletertre est traversée par le sentier de grande randonnée GR 11.

## Toponymie
La localité est mentionnée sous les formes villa terrici en 1220 ; « villa in colle vulgo villa tertre » en 1262, (« domaine sur la colline »), elle doit son nom à une butte naturelle qui domine la vallée de la Viosne.

## Histoire

### Moyen Âge
La position stratégique de la localité en fait un lieu menacé par les Normands puis les Anglais.
Le nom de Lavilletertre évoque une motte castrale ancienne, puis un château fort est édifié au XIIe siècle qui est pris et partiellement détruit en 1418 après la bataille d'Azincourt.

### Temps modernes
Le château-fort est abîmé durant les Guerres de Religion. Ses ruines sont rasées au XIXe siècle.
La terre de Lavilietertre a appartenu à M. Lemoyne de Bellisle, chancelier du duc d'Orléans, mort en 1791, puis à Joséphine-Emélie de Bellisle, comtesse Descourtils.

### Révolution française et Empire
Lavilletertre a été chef-lieu de canton durant la Révolution, de 1790 au 8 pluviôse an IX (28 janvier 1801).

### Époque contemporaine
En 1823, la commune, instituée par la Révolution française, absorbe Saint-Cyr-sur-Chars.
En 1859, Lavilletertre dispose d'une école, d'un puits et d'un lavoir. Sa population vit de l'agriculture, sauf « deux ou trois personnes occupées à la fabrication des bas, qui avait autrefois quelque importance ».

## Politique et administration

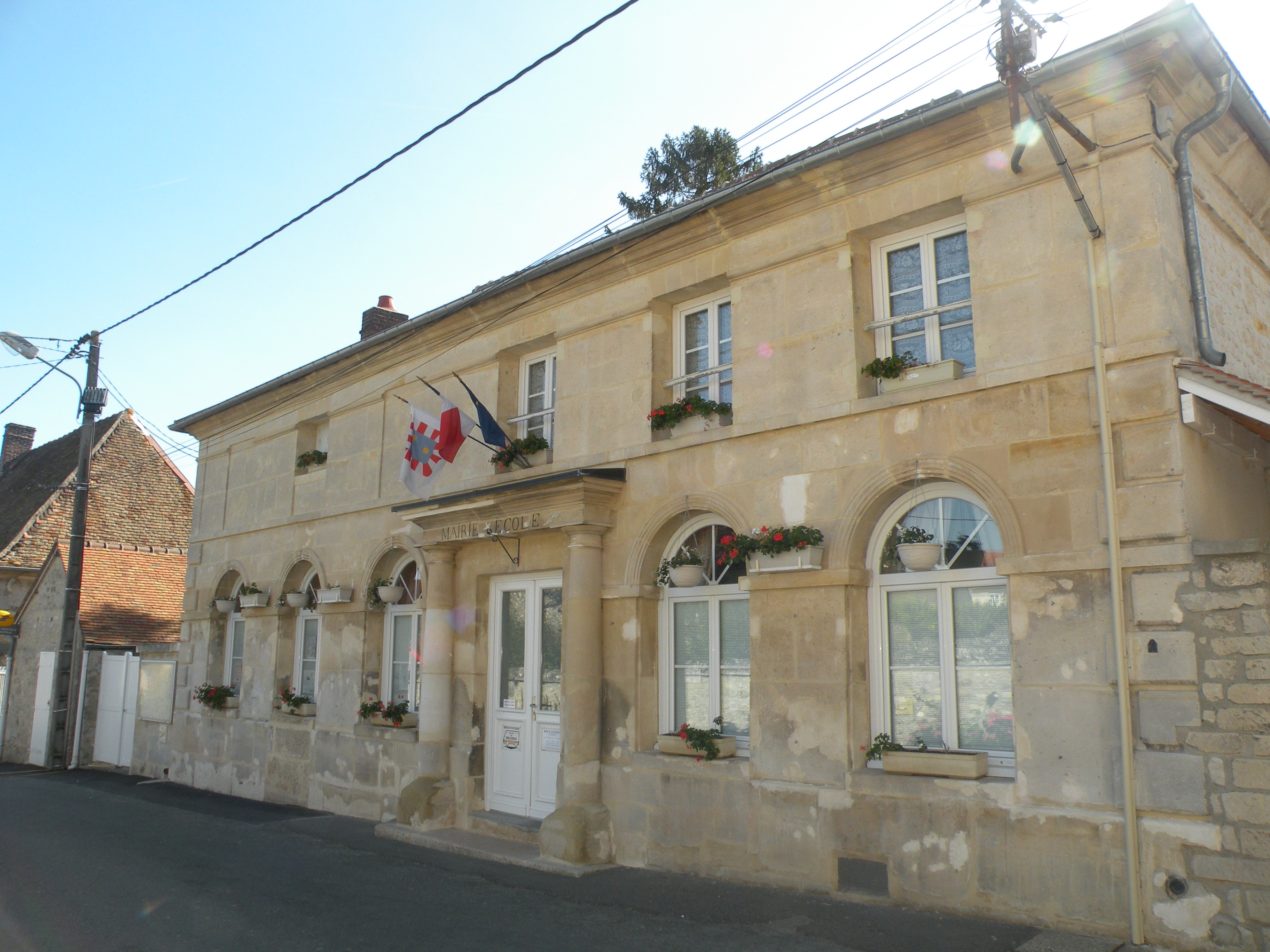
La mairie.

### Rattachements administratifs et électoraux

#### Rattachements administratifs
La commune se trouve dans l'arrondissement de Beauvais du département de l'Oise.
Elle faisait partie depuis 1801 du canton de Chaumont-en-Vexin. Dans le cadre du redécoupage cantonal de 2014 en France, cette circonscription administrative territoriale a disparu, et le canton n'est plus qu'une circonscription électorale.

#### Rattachements électoraux
Pour les élections départementales, la commune fait partie depuis 2014 d'un nouveau canton de Chaumont-en-Vexin porté de 37 à 73 communes.
Pour l'élection des députés, elle fait partie de la deuxième circonscription de l'Oise.

### Intercommunalité
Lavilletertre est membre de la communauté de communes du Vexin-Thelle, un établissement public de coopération intercommunale (EPCI) à fiscalité propre créé en 2000 et auquel la commune a transféré un certain nombre de ses compétences, dans les conditions déterminées par le code général des collectivités territoriales.

### Liste des maires
| Période                                  | Période                      | Identité      | Étiquette | Qualité                                     |
| ---------------------------------------- | ---------------------------- | ------------- | --------- | ------------------------------------------- |
| Les données manquantes sont à compléter. |                              |               |           |                                             |
|                                          |                              |               |           |                                             |
| juin 1995                                | En cours (au 7 octobre 2024) | Hervé Dessein |           | Agriculteur Réélu pour le mandat 2020-2026, |

## Équipements et services publics

### Enseignement
- Les enfants de la commune sont scolarisés avec ceux de Monneville, Chavençon et Tourly dans le cadre du regroupement pédagogique intercommunal de la Pierre Frite. L'école de Lavilletertre compte deux classes, qui accueillent les élèves de CE1-CE2-CM1 et de CM1-CM2. Ils poursuivent habituellement leurs études au collège Saint-Exupéry de Chaumont-en-Vexin[23].

- Le centre de formation professionnelle Les Trois Sources, pour handicapés légers est situé dans une ancienne dépendance séparée du château.

### Santé et solidarité
- L'EHPAD Résidence Le Val Fleury se trouve à Lavilletertre[24].
- Foyer-logement des Résidences du Vexin, géré par l'ADAPEI de l'Oise et destiné à des personnes souffrant d'un handicap mental léger, et situé près du centre de formation professionnelle[25].

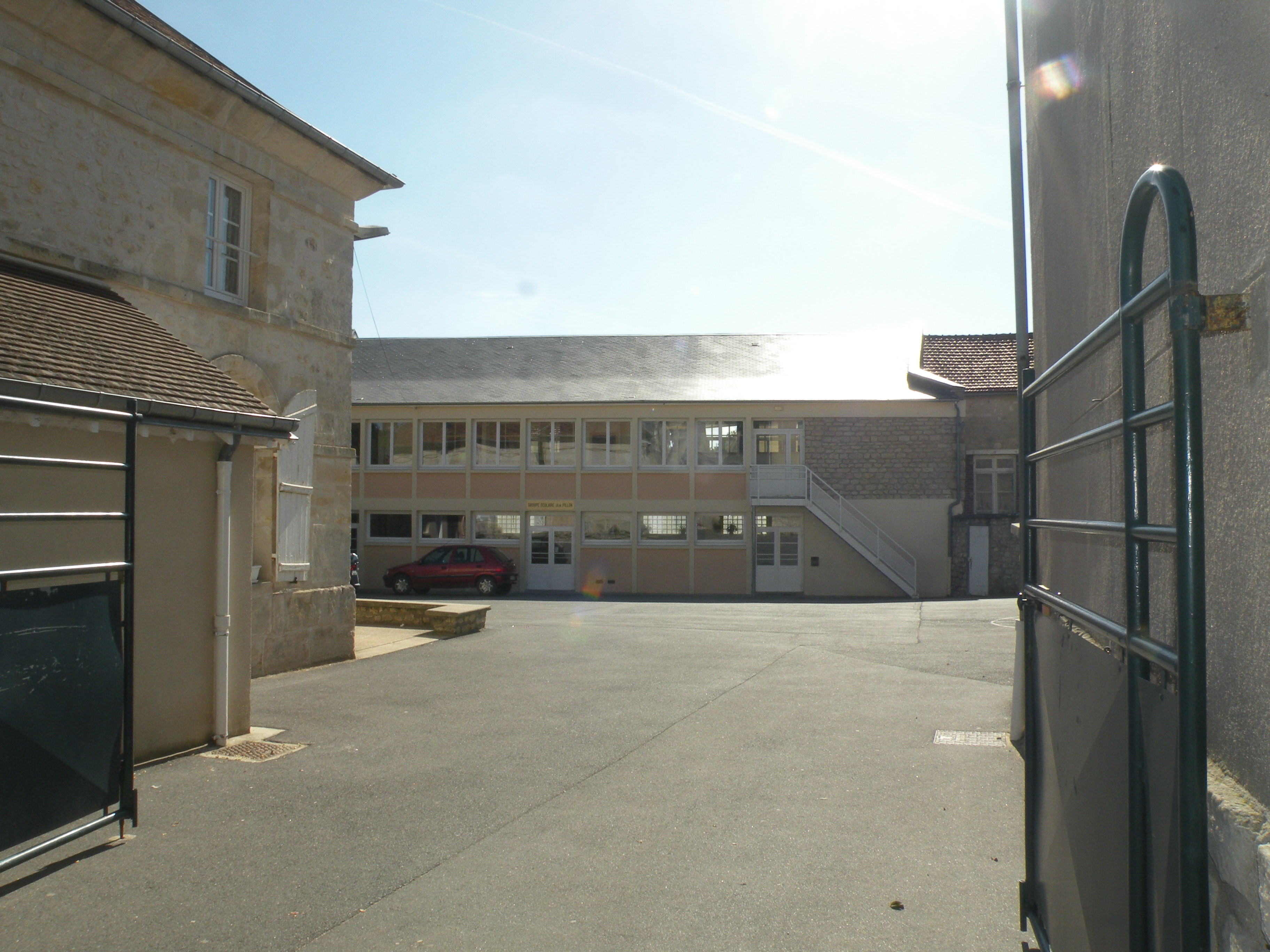
L'école.
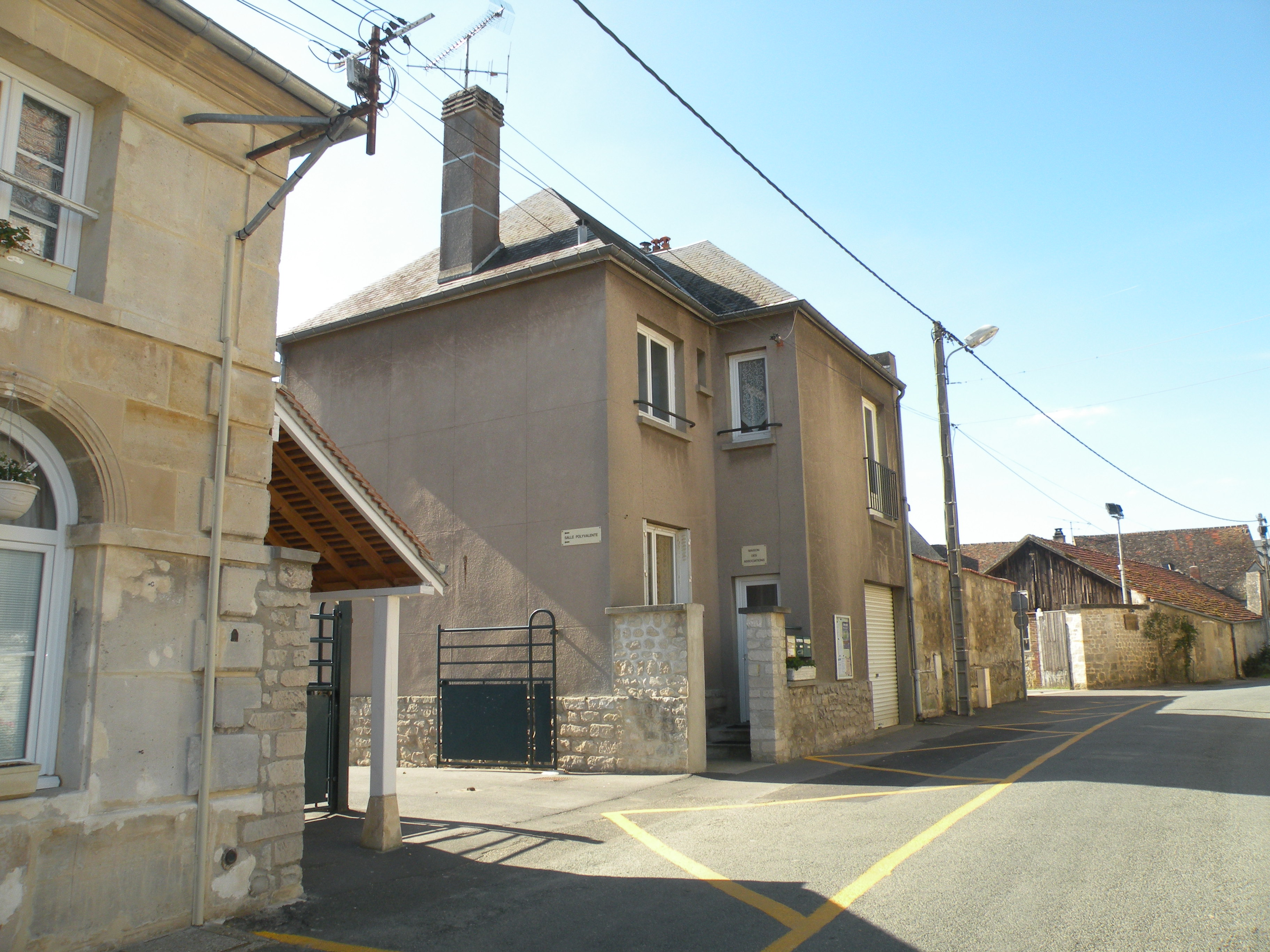
La maison des associations.

## Population et société

### Démographie

#### Évolution démographique
L'évolution du nombre d'habitants est connue à travers les recensements de la population effectués dans la commune depuis 1793. Pour les communes de moins de 10 000 habitants, une enquête de recensement portant sur toute la population est réalisée tous les cinq ans, les populations de référence des années intermédiaires étant quant à elles estimées par interpolation ou extrapolation. Pour la commune, le premier recensement exhaustif entrant dans le cadre du nouveau dispositif a été réalisé en 2008.

En 2022, la commune comptait 637 habitants, en évolution de +23,21 % par rapport à 2016 (Oise : +0,87 %, France hors Mayotte : +2,11 %).
| 1793 | 1800 | 1806 | 1821 | 1831 | 1836 | 1841 | 1846 | 1851 |
| ---- | ---- | ---- | ---- | ---- | ---- | ---- | ---- | ---- |
| 376  | 356  | 412  | 419  | 447  | 454  | 424  | 423  | 393  |

| 1856 | 1861 | 1866 | 1872 | 1876 | 1881 | 1886 | 1891 | 1896 |
| ---- | ---- | ---- | ---- | ---- | ---- | ---- | ---- | ---- |
| 380  | 385  | 413  | 349  | 326  | 360  | 317  | 336  | 343  |

| 1901 | 1906 | 1911 | 1921 | 1926 | 1931 | 1936 | 1946 | 1954 |
| ---- | ---- | ---- | ---- | ---- | ---- | ---- | ---- | ---- |
| 329  | 275  | 300  | 312  | 351  | 324  | 294  | 421  | 507  |

| 1962 | 1968 | 1975 | 1982 | 1990 | 1999 | 2006 | 2008 | 2013 |
| ---- | ---- | ---- | ---- | ---- | ---- | ---- | ---- | ---- |
| 500  | 413  | 463  | 505  | 540  | 599  | 516  | 493  | 517  |

| 2018 | 2022 | - | - | - | - | - | - | - |
| ---- | ---- | - | - | - | - | - | - | - |
| 550  | 637  | - | - | - | - | - | - | - |

#### Pyramide des âges
La population de la commune est relativement jeune.
En 2018, le taux de personnes d'un âge inférieur à 30 ans s'élève à 34,2 %, soit en dessous de la moyenne départementale (37,3 %). À l'inverse, le taux de personnes d'âge supérieur à 60 ans est de 21,8 % la même année, alors qu'il est de 22,8 % au niveau départemental.
En 2018, la commune comptait 283 hommes pour 267 femmes, soit un taux de 51,45 % d'hommes, largement supérieur au taux départemental (48,89 %).
Les pyramides des âges de la commune et du département s'établissent comme suit.
| Hommes | Classe d’âge | Femmes |
| ------ | ------------ | ------ |
| 0,4    | 90 ou +      | 1,1    |
| 3,2    | 75-89 ans    | 7,5    |
| 15,5   | 60-74 ans    | 16,1   |
| 28,3   | 45-59 ans    | 21,3   |
| 18,4   | 30-44 ans    | 19,9   |
| 17,0   | 15-29 ans    | 18,0   |
| 17,3   | 0-14 ans     | 16,1   |

| Hommes | Classe d’âge | Femmes |
| ------ | ------------ | ------ |
| 0,5    | 90 ou +      | 1,4    |
| 5,5    | 75-89 ans    | 7,6    |
| 15,6   | 60-74 ans    | 16,3   |
| 20,8   | 45-59 ans    | 20     |
| 19,4   | 30-44 ans    | 19,4   |
| 17,6   | 15-29 ans    | 16,2   |
| 20,6   | 0-14 ans     | 19,1   |

## Culture locale et patrimoine

### Lieux et monuments
Lavilletertre compte deux monuments historiques sur son territoire :
- Église Notre-Dame-de-la-Nativité  Classée MH (1862)[31], édifiée presque d'un seul trait entre 1140 et 1170 et est romane de l'extérieur et gothique de l'intérieur, ce qui lui confère une place singulière dans l'histoire de l'architecture.

- Château de Saint-Cyr  Inscrit MH (1969, façades et toitures du château et de ses communes, cour d'honneur)[32] (propriété privée), qui date des XVIIe et XVIIIe siècles et remplace le château-fort. Il comprend le donjon de l'édifice antérieur, ainsi qu'une grille de style Louis XV[16].

On peut également signaler : 
- L'étang alimenté par la Viosne toute naissante.
- Pierre Fritte : menhir situé près du hameau de Romesnil, à la lisière du bois de Saint-Pierre et haut de 2,70 m..
 Surnommée « Le palet de Gargantua », il serait, selon la légende, la pierre qu'il aurait lancé vers Neuville-Bosc[16].
- Jardin d'agrément dit les Grandes Allées[33].
- Jardin d'agrément de Saint-Cyr-sur-Chars, aménagé du XVIIe au XIXe siècle[34].
- Lavoir, face au Grand étang[16].

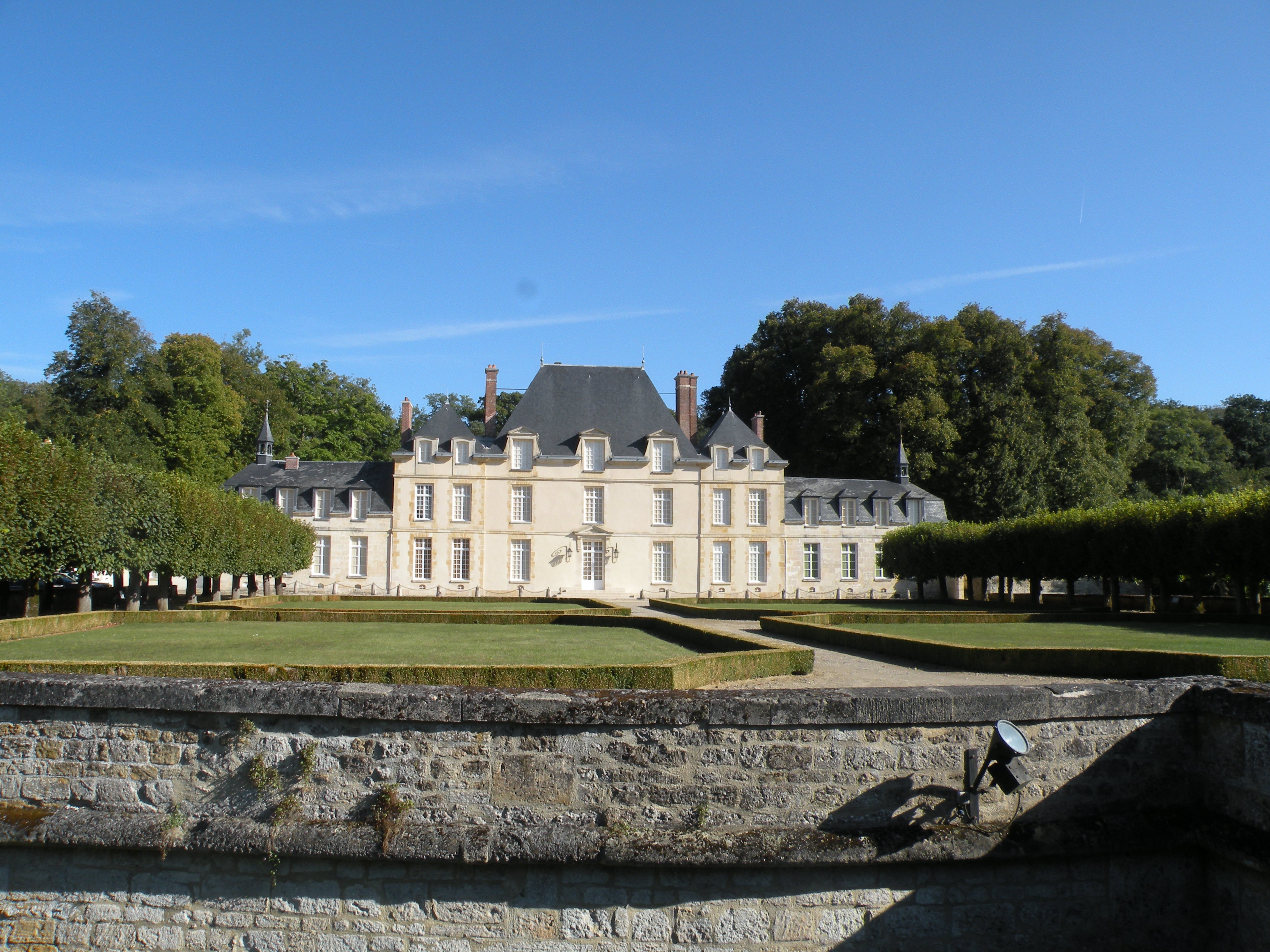
Le château de Saint-Cyr...
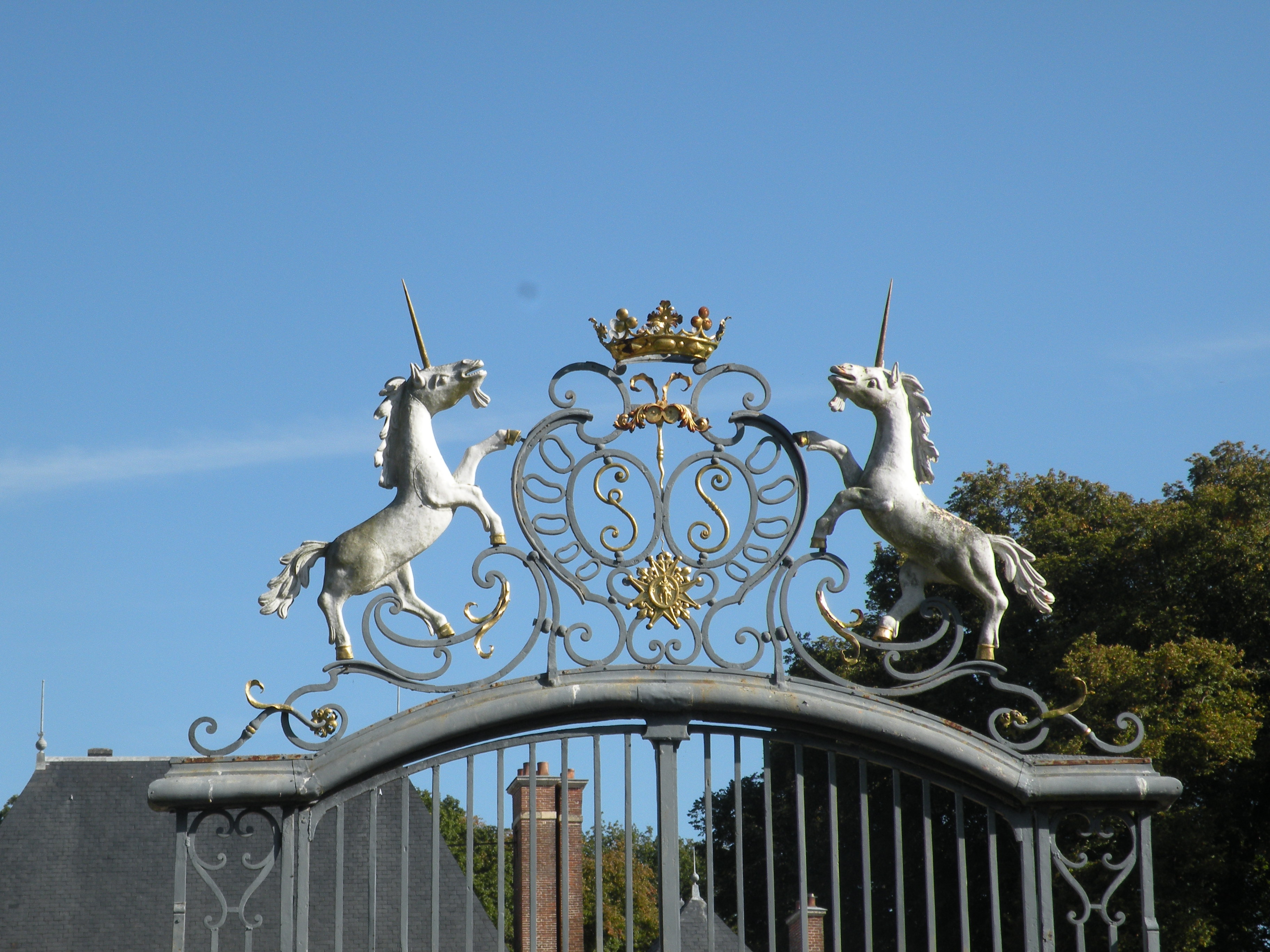
... et le faitage de la grille d'entrée.
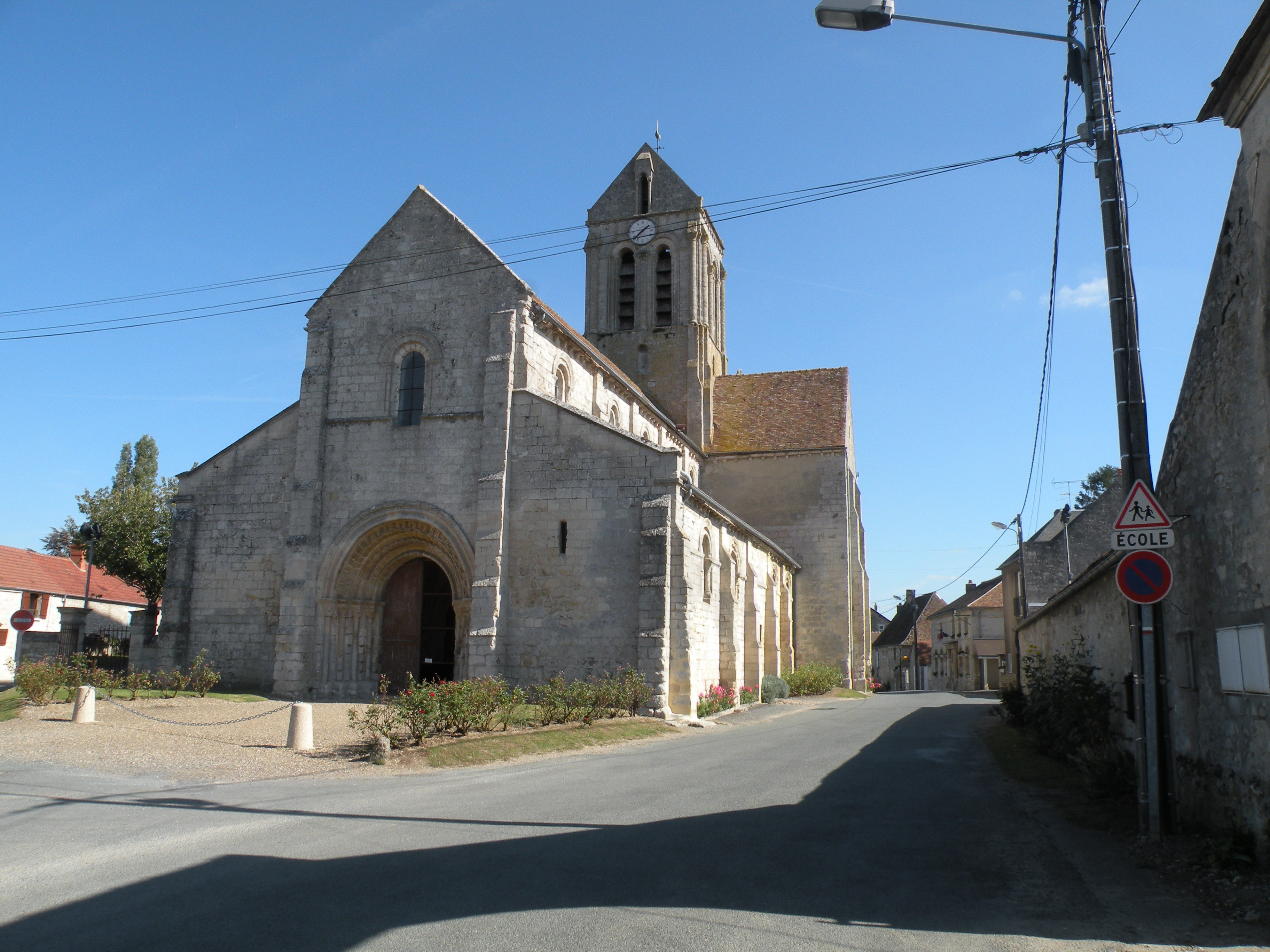
L'église Notre-Dame-de-la-Nativité...
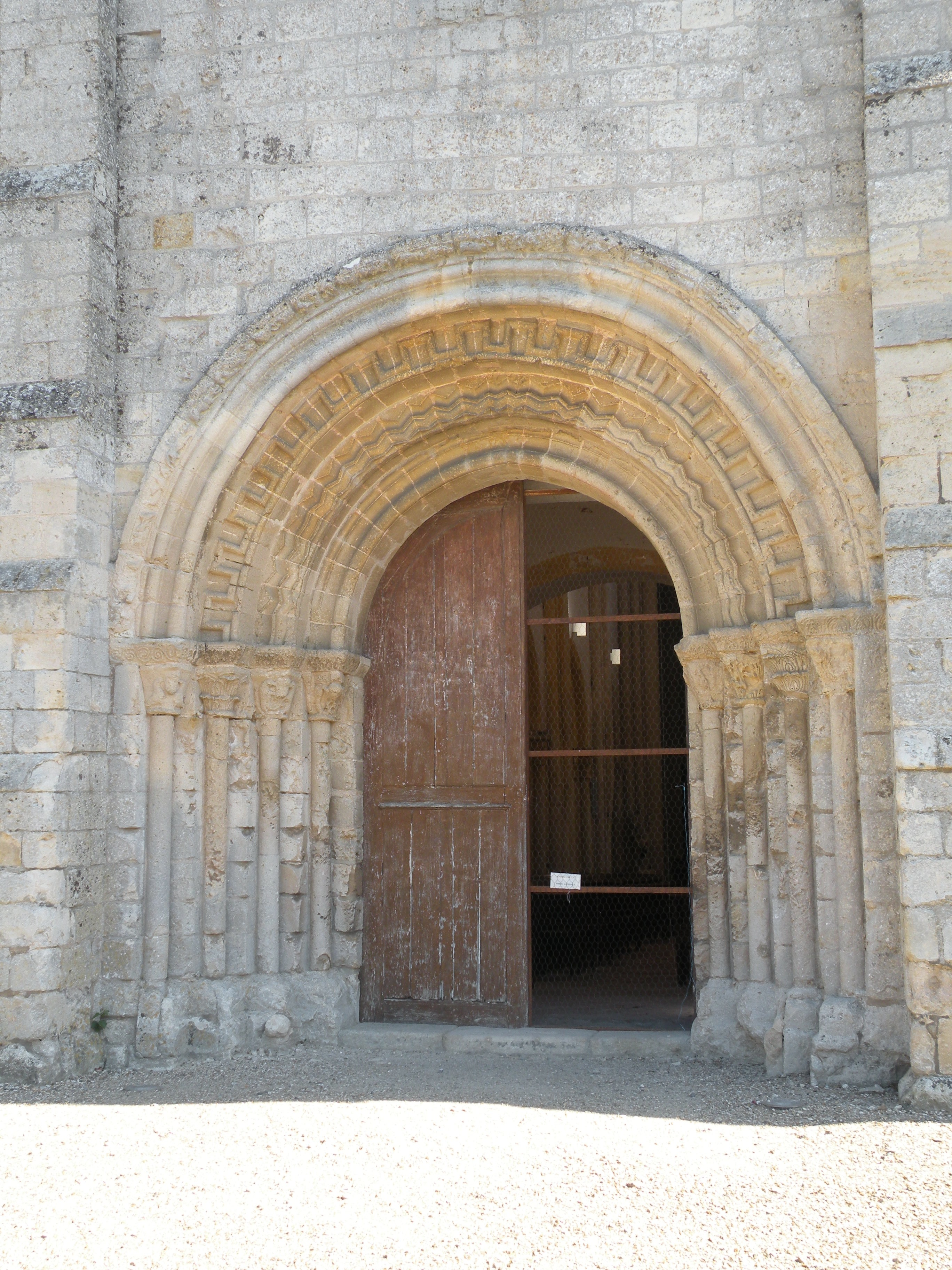
... son porche...
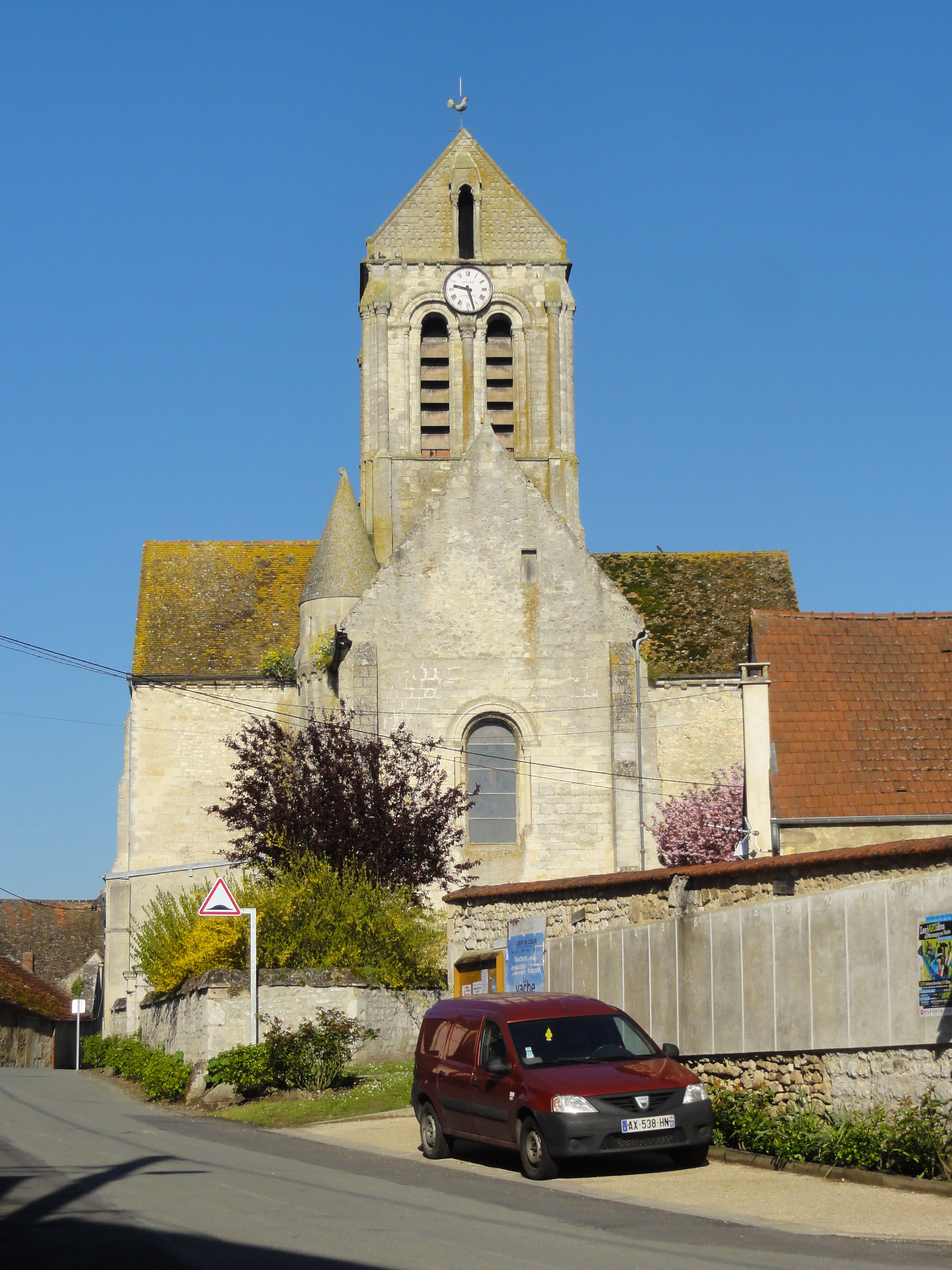
... et son chevet.
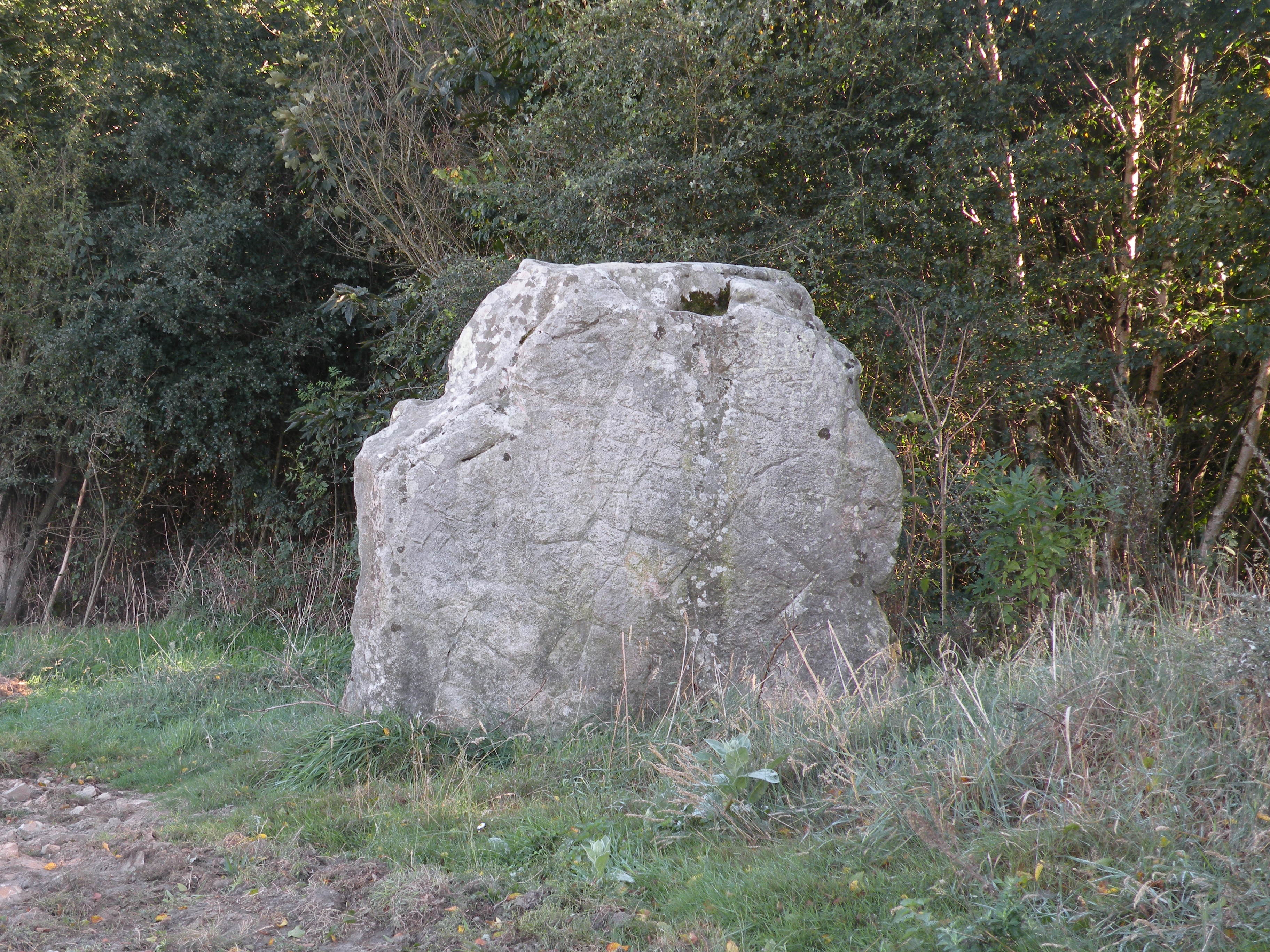
La Pierre Frite
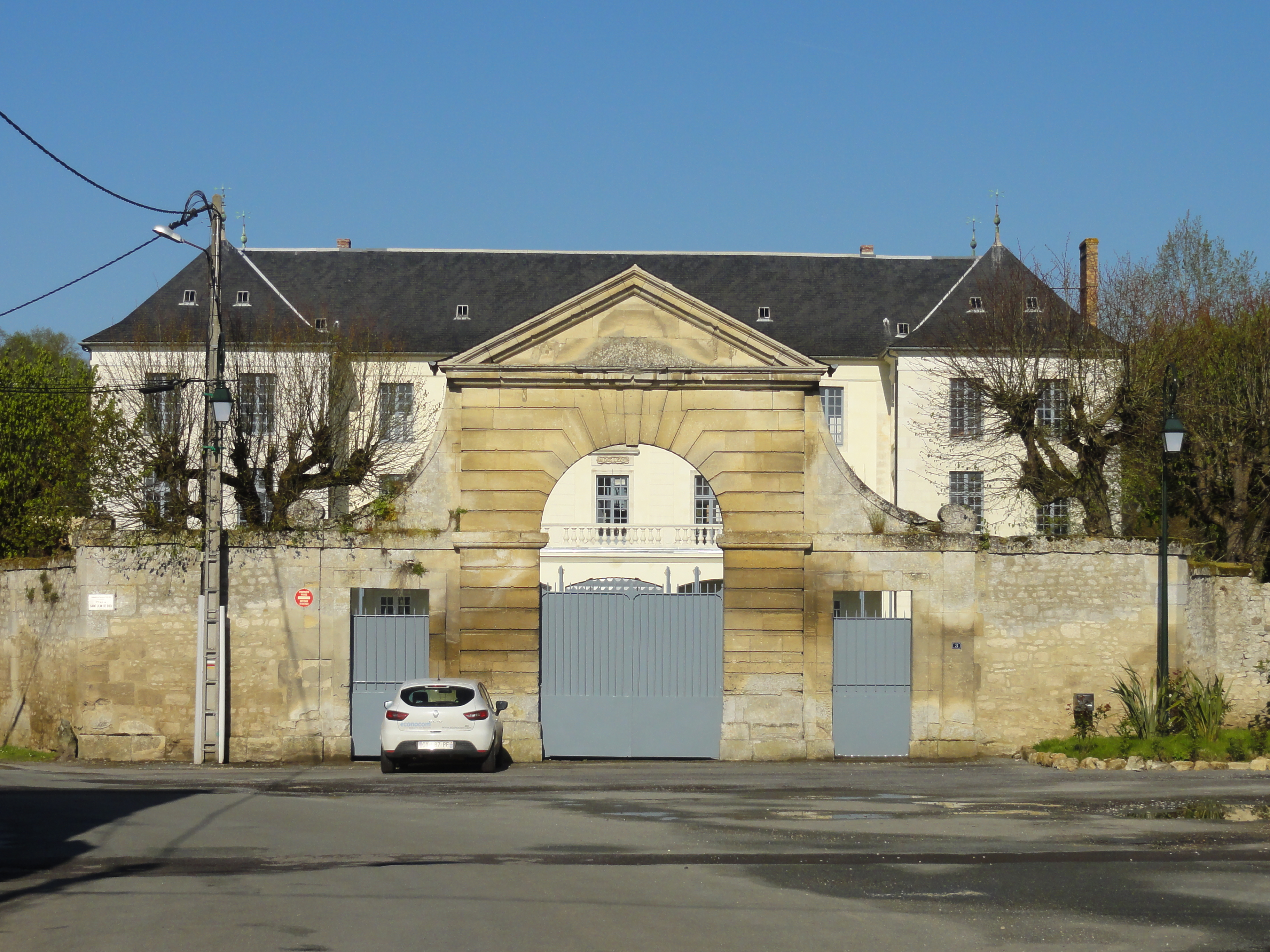
L'ancienne maison des frères de Saint-Jean de Dieu.
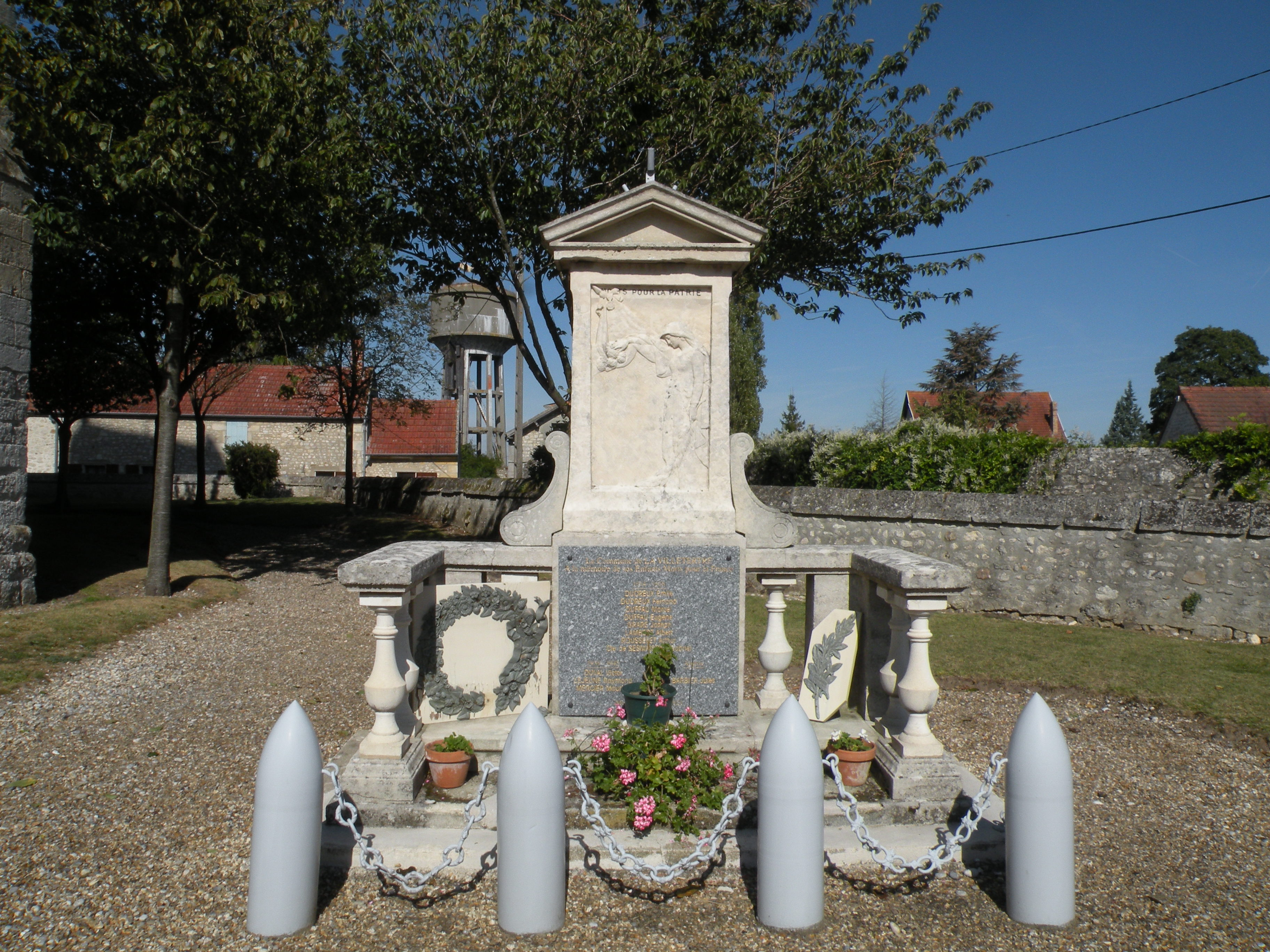
Le monument aux morts.

### Héraldique
| Blason de Lavilletertre | Blason  | D'azur à trois besants d'or ; à la bordure componée d'argent et de gueules. |
| Blason de Lavilletertre | Détails | Le statut officiel du blason reste à déterminer.                            |

## Pour approfondir